# علیرضا نورمحمدی
علیرضا نورمحمدی (زاده ۱۲ تیر ۱۳۶۰ در تهران) بازیکن فوتبال اهل ایران است.
وی سابقه بازی در تیم‌های ذوب‌آهن، راه‌آهن، پرسپولیس، سیاه‌جامگان، صنعت نفت آبادان و سپیدرود را در کارنامه دارد.

## دوران باشگاهی

### آمار
| فصل               | باشگاه            | بازی | گل |
| ----------------- | ----------------- | ---- | -- |
| ۱۳۸۳-۱۳۸۴         | ذوب‌آهن            | ۲۱   | ۰  |
| ۱۳۸۴-۱۳۸۵         | ذوب‌آهن            | ۱۸   | ۰  |
| ۱۳۸۵-۱۳۸۶         | ذوب‌آهن            | ۱۷   | ۰  |
| مجموع ذوب آهن     | مجموع ذوب آهن     | ۵۶   | ۰  |
| ۱۳۸۶-۱۳۸۷         | راه‌آهن            | ۳۰   | ۱  |
| ۱۳۸۷-۱۳۸۸         | راه‌آهن            | ۳۰   | ۱  |
| ۱۳۸۸-۱۳۸۹         | راه‌آهن            | ۳۰   | ۱  |
| مجموع راه آهن     | مجموع راه آهن     | ۹۰   | ۳  |
| ۱۳۸۹-۱۳۹۰         | پرسپولیس          | ۲۶   | ۱  |
| ۱۳۹۰-۱۳۹۱         | پرسپولیس          | ۲۹   | ۳  |
| ۱۳۹۱-۱۳۹۲         | پرسپولیس          | ۲۱   | ۱  |
| ۱۳۹۲-۱۳۹۳         | پرسپولیس          | ۷    | ۱  |
| ۱۳۹۳-۱۳۹۴         | پرسپولیس          | ۲۲   | ۰  |
| ۱۳۹۴-۱۳۹۵         | پرسپولیس          | ۹    | ۰  |
| مجموع پرسپولیس    | مجموع پرسپولیس    | ۱۱۴  | ۶  |
| ۱۳۹۵-۱۳۹۶         | صنعت نفت          | ۹    | ۰  |
| مجموع صنعت نفت    | مجموع صنعت نفت    | ۹    | ۰  |
| ۱۳۹۵-۱۳۹۶         | سیاه‌جامگان        | ۴    | ۰  |
| مجموع سیاه جامگان | مجموع سیاه جامگان | ۴    | ۰  |
| ۱۳۹۶-۱۳۹۷         | سپیدرود           | ۱۱   | ۱  |
| ۱۳۹۷-۱۳۹۸         | سپیدرود           | ۷    | ۰  |
| مجموع سپیدرود     | مجموع سپیدرود     | ۱۸   | ۱  |
| مجموع آمار        | مجموع آمار        | ۲۹۱  | ۱۰ |